# Fosterella cotacajensis
Fosterella cotacajensis är en gräsväxtart som beskrevs av M.Kessler, Ibisch och Elvira Angela Gross. Fosterella cotacajensis ingår i släktet Fosterella och familjen Bromeliaceae.
Artens utbredningsområde är Bolivia. Inga underarter finns listade i Catalogue of Life.